# TVR3
TVR3 (en rumano: TVR Trei) es un canal del ente de radiodifusión pública rumano TVR. Es un canal de corte generalista, centrado en reflejar distintos eventos regionales del país.  
Está a cargo de los centros territoriales de TVR: Bucarest, Cluj, Craiova, Iaşi, Târgu Mureş y Timişoara. 

## Historia
El canal inició emisiones el 10 de octubre de 2008.
El 6 de diciembre de 2013, TVR 3 cambió su identidad visual a verde, centrándose en programas de temática rural.
En 2020, TVR 3 lanzó su versión HD en TVR+ y en fase de pruebas. No se ha lanzado todavía de manera oficial porque las señales regionales de TVR aún no están en HD.  

## Programación
La programación de TVR 3 incluye producciones regionales con cobertura nacional: programas de noticias, debates sobre temas sociales, económicos y políticos, entretenimiento, reportajes, documentales, deportes, largometrajes en las lenguas de las minorías lingüísticas de Rumanía, películas rumanas y teatro. La estrategia del canal apunta a fidelizar a la audiencia, pero también a atraer nuevos segmentos del público joven, a través de los siguientes programas:
- Vocea populară.
- U Campus.
- Descriptio Moldaviae.
- La pas prin Oltenia.
- Drumuri aproape.
- Călător în Transilvania.
- Ca la mama acasă.
- Reporter Sud.
- Reporter special.
- Documentar regional.

## Problemas
Los problemas más comunes son los relacionados con la calidad de sonido de las producciones de estudios territoriales, que no cumple con los estándares impuestos. 
La promoción de TVR 3 no se llevó a cabo siguiendo un concepto coherente que se dirigiría principalmente al público objetivo: las comunidades locales. 
Otro problema es el hecho de que, aunque TVR 3 es un canal de televisión público, no todas las compañías de cable emiten el canal, un hecho que ha sido reportado por numerosos espectadores por teléfono y correo electrónico. 
La transición de TVR 3 a la emisión HD sigue siendo una incógnita, sin una fecha anunciada.